# Église Saint-Jacques de Nampteuil-sous-Muret

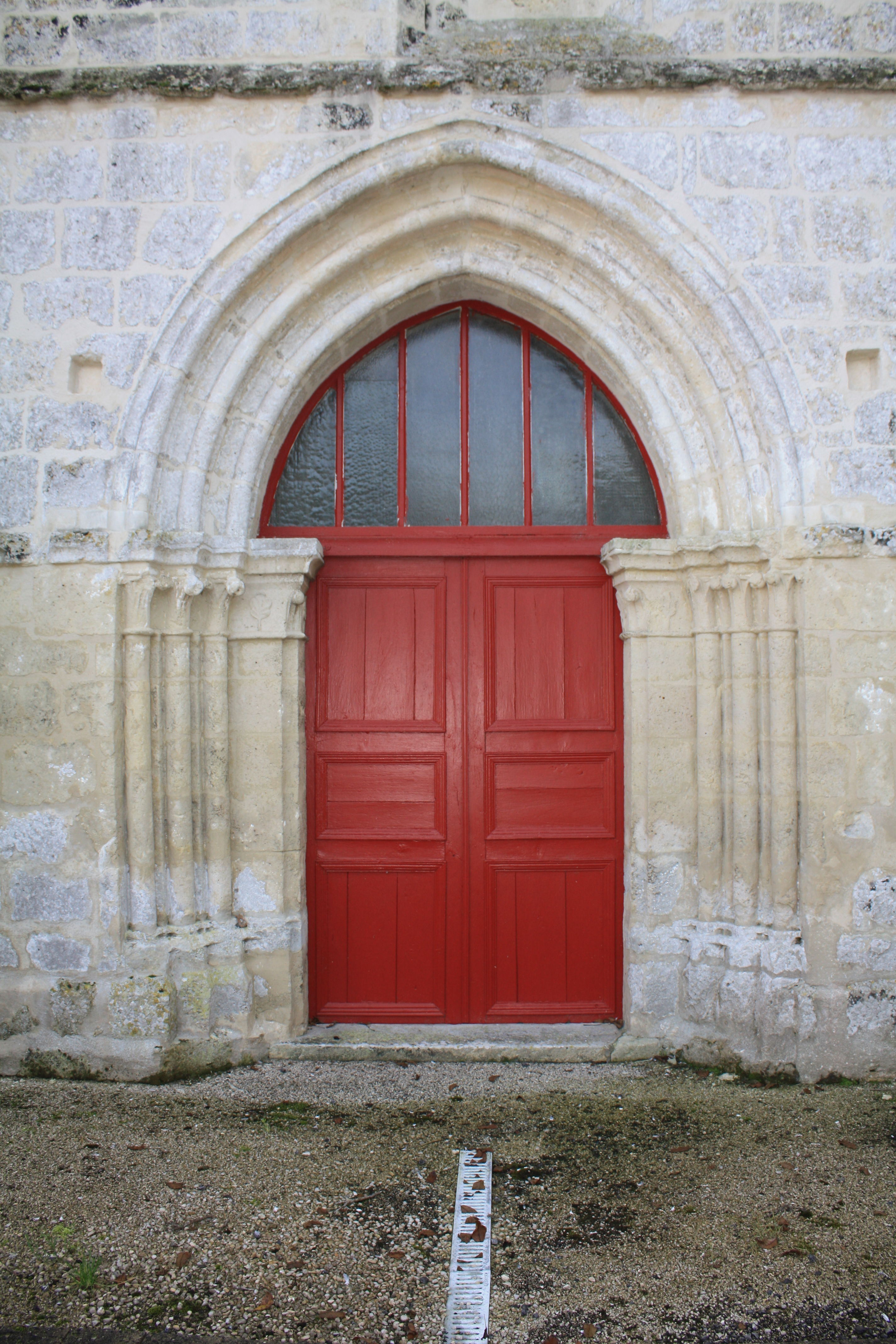
Détail.

L'église Saint-Jacques est une église située à Nampteuil-sous-Muret, en France.

## Localisation
L'église est située sur la commune de Nampteuil-sous-Muret, dans le département de l'Aisne.

## Historique
Le monument, bâti au douzième siècle et consolidé au seizième siècle, est inscrit au titre des monuments historiques en 1927.
L'église bénéficie en 1997 d'une subvention de 150 000 francs pour la restauration de la couverture, à l’exception de celle de l’abside versée par la Fondation pour La Sauvegarde de l’Art Français reconnue d’utilité publique [2].